# Joey Kern
Pour les articles homonymes, voir Kern.
Joseph Daniel "Joey" Kern, né le 5 septembre 1976 à Independence (Kentucky), est un acteur américain notamment connu pour ses rôles dans les films Cabin Fever et Grind, et dans la série télévisée Good Behavior (en), où il tient le rôle principal.

## Biographie
Kern est né dans le Kentucky et a grandi dans le nord du Kentucky dans les villes de Florence et Independence . En 1995, il est diplômé de la St. Xavier High School de Cincinnati, puis a étudié à l'Université de New York, où il a obtenu son baccalauréat en beaux-arts (BFA) en art dramatique . Pendant son séjour à NYU, il a étudié à la Royal Academy of Dramatic Arts de Londres . Il a commencé à jouer sur scène avec diverses compagnies telles que Atlantic Theatre Company , New Group Theatre et Theatre for a New Audience, où il a joué le rôle-titre de Troilus dans Shakespeare.de » Troilus et Cressida dirigé par Sir Peter Hall.

## Carrière
Ses débuts au cinéma ont eu lieu en 1999 avec le film Die Jungfrau (La Vierge), un film autrichien tourné en Autriche, en Grèce et en Égypte qui a chassé Kern de New York. Il avait une apparence d'invité sur la chaîne HBO série Sex and the City suivi d'un rôle dans les Cassé Lézards 2001 film Super Troopers comme l'un des Stoners. Il a eu quelques autres rôles dans certains films indépendants mais sa carrière s'est un peu accélérée en 2002 avec le film Cabin Fever puis en 2003 lors de la sortie de Grind . À un moment donné, il avait 5 films enpost-production, dont The Sasquatch Gang (sorti en 2007), All the Days Before Tomorrow, et One Part Sugar.
En 2007, Kern a co-animé une semaine d'Attack of the Show sur G4. En 2010, il apparaît dans le téléfilm, Playing with Guns, aux côtés de Danny Masterson.
En 2016, Kern a joué un rôle récurrent dans la nouvelle série dramatique de TNT Good Behavior (en), avec Michelle Dockery, qui a duré 2 ans,. En 2017, Kern a écrit, réalisé et joué dans Big Bear, qui est basé sur ses fiançailles rompues avec l'actrice Ginnifer Goodwin.

## Vie privée
Il a commencé à sortir avec Ginnifer Goodwin en avril 2009. Le couple a annoncé ses fiançailles le 24 décembre 2010. Ils ont annoncé leur rupture le 20 mai 2011.

## Filmographie

### Cinéma
- 2001 : Super Troopers : un gars à l'université
- 2002 : Cabin Fever : Jeff
- 2003 : Grind : Sweet Lou
- 2006 : The Sasquatch Gang (en) : Shirts
- 2007 : Beneath-Abstieg in die Finsternis : Randy
- 2012 : Alter Egos : C-Thru
- 2015 : Bloodsucking Bastards (en) : Tim
- 2017 : Big Bear : Joe
- 2020 : Useless Humans : Zachary
- 2021 : Baby Money : Dom

### Télévision

#### Séries télévisées
- 2000 : Sex and the City : Garth (épisode Boy, Girl, Boy, Girl)
- 2008 : The Middleman : Cecil Rogers (épisode The Cursed Tuba Contingency)
- 2008 : Gaytown : Lance (épisode Small & Bald)
- 2008 : Numb3rs : Kevin Warshaw (épisode Charlie Don't Surf)
- 2010 : Party Down : Gem (épisode Party Down Company Picnic)
- 2012 : Electric City : Frank Deetleman
- 2014 : Workaholics : Todd (épisode Timechair)
- 2016–2017 : Good Behavior (en) : Rob McDaniels (15 épisodes)
- 2019 : Mr. Mom : Rick Whelan (2 épisodes)

#### Téléfilms
- 2006 : Totally Awesome : Kipp Vanderhoff
- 2009 : Celebrities Anonymous : Jake Williams
- 2009 : Ghosts/Aliens : Trey Hamburger